# Blue Ice
Blue Ice is een misdaadfilm uit 1992, geregisseerd door Russell Mulcahy met hoofdrollen vertolkt door Michael Caine en Sean Young.

## Verhaal
Harry Anders is een voormalige agent van de Britse inlichtingendienst die disciplinair is ontslagen. Hij heeft nu een jazzclub en ontmoet Stacy Mansdorf, de vrouw van de Amerikaanse ambassadeur die hem om hulp vraagt bij het vinden van haar voormalige geliefde. Hij ontdekt ook dat zijn voormalige inlichtingencollega's onder mysterieuze omstandigheden sterven.

## Rolverdeling
| Acteur         | Personage      |
| -------------- | -------------- |
| Michael Caine  | Harry Anders   |
| Sean Young     | Stacy Mansdorf |
| Ian Holm       | Sir Hector     |
| Bob Hoskins    | Sam Garcia     |
| Sam Kelly      | George         |
| Jack Shepherd  | Stevens        |
| Philip Davis   | Westy          |
| Bobby Short    | Buddy          |
| Alun Armstrong | Osgood         |

## Prijzen en nominaties
| Jaar | Prijs          | Categorie                                                                             | Genomineerde(n) | Uitslag     |
| ---- | -------------- | ------------------------------------------------------------------------------------- | --------------- | ----------- |
| 1998 | CableACE Award | Bewerken van een dramatische special of serie / theatrale special / film of miniserie | Seth Flaum      | Gewonnen    |
| 1998 | CableACE Award | Originele filmmuziek                                                                  | Michael Kamen   | Genomineerd |